# كريستيان أريتا
كريستيان أريتا (بالإيطالية: Cristian Arrieta)‏ هو لاعب كرة قدم إيطالي، ولد في 18 سبتمبر 1979 في أورلاندو في الولايات المتحدة. شارك مع منتخب بورتوريكو لكرة القدم. أما مع النوادي، فقد لعب مع فيلادلفيا يونيون ونادي ألساندريا ونادي جنوى ونادي ليتشي ونادي ليكو.

## وصلات خارجية
- كريستيان أريتا على موقع الدوري الأمريكي (الإنجليزية)
- كريستيان أريتا على موقع قاعدة بيانات كرة القدم.إي يو (الإنجليزية)
- كريستيان أريتا على موقع ناشيونال فوتبول تيمز (الإنجليزية)